# Ван Вэньчэн, Павел
Павел Ван Вэньчэн (8 сентября 1881 год, Китай — 28 января 1961 год, Шуньцин, Китай) — католический прелат, первый епископ Шуньцина с 11 апреля 1946 года по 28 января 1961 год.

## Биография
9 августа 1911 года был рукоположён в священника.
16 декабря 1929 года Римский папа Пий XI назначил его апостольским викарием апостольского викариата Шуньцинфу и титулярным епископом Олены. 24 февраля 1930 года состоялось рукоположение Павла Ван Вэньчэна в епископа, которое совершил кардинал Чельсо Бениньо Луиджи Константини в сослужении с апостольским викарием апостольского викариата Чунцина епископом Луи-Габриэлем-Ксавьером Янценом и апостольским викарием апостольского викариата Суйфу Жаном-Пьером-Мари Файолем.
11 апреля 1946 года апостольский викариат Шуньцинфу был преобразован в епархию Шуньцина и епископ Павел Ван Вэньчэн стал первым епископом этой епархии.
Скончался 28 января 1961 года в Шуньцине.